# Philon de Carpasia

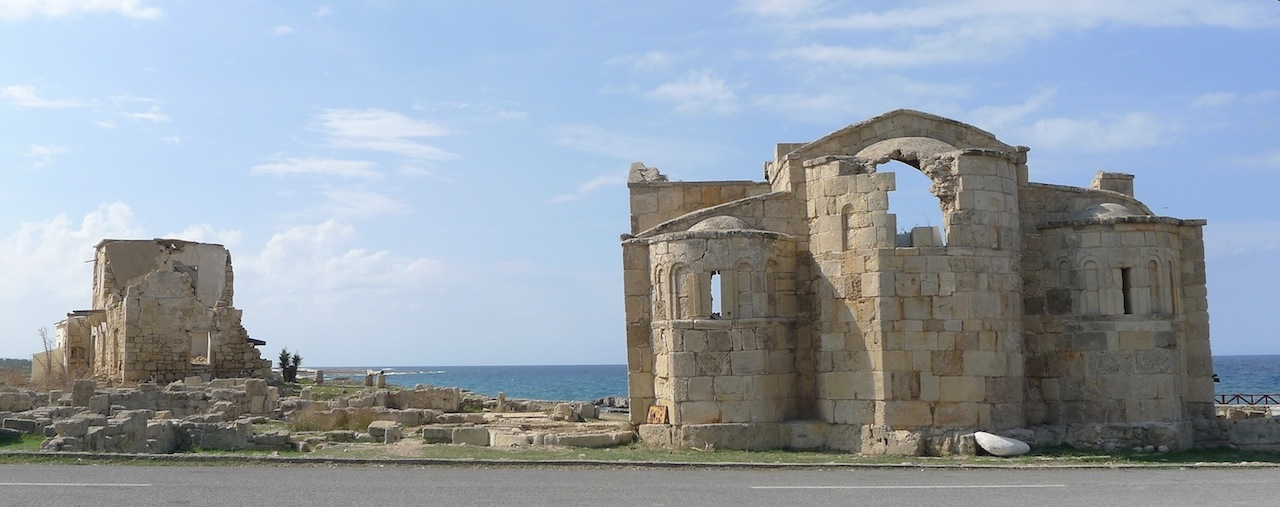
Chapelle Ayios Philon

Philon fut évêque de la cité de Carpasia, sur l'île de Chypre, à la fin du IVe siècle. C'est un saint fêté par l'Église grecque le 24 janvier.

## Éléments biographiques
On lit le récit de sa consécration épiscopale dans la Vie d'Épiphane de Salamine par ses disciples Jean le Sarrazin et Polybe évêque de Rhinocorura (§ 84) : « Il y avait un certain clerc parmi les orateurs, du nom de Philon, un homme saint. Dans la cité de Carpasia, on avait besoin d'un évêque pour siéger sur le trône. Philon était diacre. À la suite d'une révélation de Dieu, Épiphane l'ordonna évêque sur le trône de la ville et de l'Église de Carpasia. Comme Épiphane devait aller résider à Rome, il envoya chercher l'évêque Philon et lui transmit l'autorité sur l'Église de Constantia, afin que, s'il était besoin de clercs, il puisse les ordonner ». Épiphane lui-même parle d'un évêque chypriote Philon dans sa lettre à Jean de Jérusalem (conservée en traduction latine parmi celles de saint Jérôme, n° 51, datée de 394 environ) : « Et moi-même j'ai incité l'évêque Philon, de bienheureuse mémoire, et le saint homme Théoprepos, à ordonner des prêtres et à pourvoir aux besoins de l'Église du Christ dans les Églises de Chypre qui leur étaient voisines mais semblaient se rattacher à mon diocèse, parce qu'il est très vaste ».
Un moine chypriote nommé Acace (Akakios) a rassemblé en 1733 des textes liturgiques relatifs aux saints de Carpasia ; Philon aurait déployé, pour la défense de l'orthodoxie et l'élimination des cultes païens, une intense activité pastorale accompagnée de nombreux miracles ; mort à Carpasia, il aurait été enseveli dans son église.
Le nom de Carpasia/Karpasia a été anciennement confondu avec celui de l'île de Karpathos : dans la Souda, il est question de « Φίλων Καρπάθιος » (au lieu de « Καρπάσιος »).

## Œuvre
On conserve de Philon de Carpasia un Commentaire du Cantique des cantiques, adressé à un prêtre Eustathe et à un diacre Eusèbe, et une lettre à un certain Eucarpios (d'authenticité contestée) consacrée à l'ascèse et à la vie érémitique.
Du Commentaire du Cantique des cantiques, on possède une traduction latine ancienne, remontant au VIe siècle, due à Épiphane le Scolastique, collaborateur de Cassiodore (qui lui-même attribue l'original à Épiphane de Salamine), et conservé dans un manuscrit contemporain, le Vaticanus latinus 5704, qui viendrait de la bibliothèque de Vivarium. Cependant, le texte grec qui est parvenu jusqu'à nous est plus court : on suppose en général, non pas qu'Épiphane le Scolastique a ajouté des développements, mais que notre texte grec est en fait un résumé ou une compilation d'extraits. La traduction, d'autre part, est parfois assez libre. Les citations bibliques sont empruntées par Épiphane à la Vetus Latina.
Le commentaire de Philon de Carpasia a eu une large diffusion dans le monde byzantin. En témoignent notamment les nombreux extraits qu'on en trouve dans les chaînes exégétiques : quarante-huit dans celle de Procope de Gaza, trente-sept dans celle du pseudo-Eusèbe. Quatre passages sont cités dans la Topographie chrétienne de Cosmas Indicopleustès.
Une version latine du texte grec, due à un helléniste italien nommé Stefano Salutato de Pescia, est parue à Paris dès 1537 (reproduite ensuite dans la Bibliotheca Patrum). La version d'Épiphane le Scolastique, qui semble avoir été peu diffusée (on ne connaît du Vatic. lat. 5704 qu'une seule copie, le Paris. lat. 3092, du XVIIe siècle), ne fut imprimée qu'en 1750, à Rome, par Pier Francesco Foggini (sous le nom d'Épiphane de Salamine). C'est en 1772 que le savant prélat romain Michelangelo Giacomelli, archevêque titulaire de Chalcédoine (de), donna l'editio princeps du texte grec, avec une nouvelle traduction latine en regard.

## Éditions
- Philonis episcopi Carpathii In Canticum canticorum interpretatio ad Eustathium presbyterum et Eusebium diaconum, Stephano Salutato Pisciense interprete, Parisiis, in officina Christiani Wecheli, sub scuto Basiliensi, in vico Jacobeo, 1537.
- S. Epiphanii commentarium in Canticum canticorum prodit nunc primum ex antiqua versione Latina opera et studio P. F. Foggini, Romæ, 1750.
- Philonis episcopi Carpasii Enarratio in Canticum canticorum. Græcum textum, adhuc ineditum, quamplurimis in locis depravatum emendavit, & nova interpretatione adjecta nunc primum in lucem profert Michael Angelus Giacomellus archiepiscopus Chalcedonensis, Romæ, 1772.
- PG, vol. 40, col. 9-154 (reproduction de l'édition bilingue de M.-A. Giacomelli).
- Aldo Ceresa-Gastaldo (éd., trad.), Philonis Carpasii. Commentarium in Canticum canticorum ex antiqua versione Latina Epiphanii Scholastici (texte latin et traduction italienne), coll. Corona Patrum 6, Turin, Società editrice internazionale, 1979.